# Tanlines
Tanlines est un groupe de musique électronique et rock indépendant américain, originaire de Brooklyn, à New York. Il est composé du percussionniste Jesse Cohen et du guitariste et chanteur Eric Emm. Le groupe fait ses débuts avec l'album Mixed Emotions, paru le 20 mars 2012 et classé 2e au classement d'albums « Heatseekers » du magazine Billboard.

## Biographie

### Débuts (2008–2011)
Tanlines est formé en 2008 quand Emm et Cohen forment ensemble un morceau pour le groupe de ce dernier, Professor Murder,. Par le passé Emm avait travaillé en tant que producteur pour d'autres groupes avec son frère Joshua Topolsky, et avait aussi joué notamment au sein de Don Caballero et Storm & Stress. En 2009, Tanlines joue plusieurs fois en tournée pour Julian Casablancas.
Après plusieurs remixes pour des groupes comme Au Revoir Simone, The Tough Alliance, El Guincho et Telepathe, le groupe collabore avec Salem pour sortir un EP Split intitulé S.A.W. et intégré dans la série The FADER/Souther Comfort 7-Inch. Le titre sort début 2010, il est disponible sur le site web de The Fader.
Le premier EP du groupe, Settings, sort en mars 2010. Il est salué par la critique, notamment par Pitchfork qui le qualifie d'enjoyable listen (écoute agréable) et d' « introduction punchy à ce que ces gars font de bien ». En novembre 2010 Tanlines sort Volume On, une compilation de tous leurs titres parus précédemment et qui inclut aussi d'autres morceaux et remixs. Le groupe jouera par la suite avec Vampire Weekend, The xx, Yeasayer, Health et Delorean.

### Mixed Emotions(depuis 2012)
Le premier album studio du groupe, Mixed Emotions, sort le 20 mars 2012 sous le label True Panther Sounds. Il est classé 43e meilleur morceau de 2012 par Rolling Stone. L'album was est généralement bien accueilli par la presse spécialisée,. Il atteint les classements du Billboard ; deuxième des Heatseekers et 8e du Dance/Electronic Chart,.

## Discographie

### Albums studio
- 2012 : Mixed Emotions (True Panther Sounds)
- 2015 : Highlights (True Panther Sounds)
- 2023 : The Big Mess (Merge Records)

### Compilation
- 2010 : Volume On (2 CD, 1993-1996, Family Edition Records)

### EP
- 2010 : Settings (EP, True Panther Sounds)
- 2010 : S.A.W. (7" split EP avec Salem, Fader)

### Singles
- 2008 : New Flowers (12", 1992, Young Turks)
- 2010 : Real Life (12", 1994, True Panther Sounds)
- 2012 : Not the Same (12", 1996, Young Sounds)

### Remixes
- Chrome's On It (Tanlines remix) original par Telepathe (2008)
- Apply (Tanlines remix) original par Glasser sur Apply EP (2009, True Panther Sounds)
- Kalise (Tanlines remix) original par El Guincho sur Kalise EP (2009, Young Turks)
- A New Chance (Tanlines remix) original par The Tough Alliance (Sincerely Yours, 2009)
- Shadows (Tanlines remix) original par Au Revoir Simone (Rallye Label, 2009)
- Bicycle (Tanlines remix) original par Memory Tapes (2010)
- High Road (Tanlines remix) original par Deradoorian (Lovepump United, forthcoming)
- Eyes Wide Open (Tanlines remix) original par Gotye (Universal Island Records, 2012)

### Apparitions
- Bejan, dans Kitsuné Compilation Maison (Kitsuné)